# Конрад I (Фрайбург)
Конрад I фон Фрайбург (на немски: Konrad I von Freiburg; * ок. 1226; † 1271) е 2. граф на Фрайбург (1236/1237 – 1271).

## Биография
Той е син на Егино V († 1236/1237), граф на Урах и Фрайбург, и съпругата му Аделхайд фон Нойфен († 1248).
След смъртта на баща му през 1236 г. Конрад I поделя наследството от Церингите с брат му Хайнрих I (1215 – 1284), който получава териториите в Шварцвалд и Баар и се нарича граф на Фюрстенберг.
Конрад I е убит през 1271 г. в Унгария на служба на бохемския крал Отокар II.

## Фамилия
Конрад I се жени за графиня София фон Хоенцолерн († ок. 1270), дъщеря на Фриедрих II фон Хоенцолерн, бургграф на Нюрмберг и Елизабет фон Хабсбург, дъщеря на Албрехт IV фон Хабсбург.  Те имат децата:
- Егино II (* 1263, † 1318), граф на Фрайбург, женен за Катарина фон Лихтенберг
- Хайнрих († 1303), господар на Баденвайлер, женен за Анна фон Вартенберг († 1 август 1320)
- Конрад II († 1301), домхер в Страсбург и Констанц
- Аделхайд фон Фрайбург († 17 януари 1300), омъжена I. за Готфрид I граф на Хабсбург-Лауфенбург, II. за Буркард фон Хорбург († 1315)